# 松岡理恵 (アナウンサー)
松岡 理恵（まつおか りえ、1980年1月15日 - ）は、日本のラジオパーソナリティ、画家。元エフエム石川アナウンサー。石川県金沢市出身。アドバンス社所属。

## 略歴
石川県立金沢桜丘高等学校、金沢大学経済学部卒業を経て、工芸品メーカーに就職。「自分にしかできないことをやりたい」と社長に懇願し退職。その後、アナウンス養成コースのあるモデルエージェンシーアドバンス社に在籍。雑誌のファッションモデルやCM出演、テレビ番組のリポーターなどを務めた。
ラジオに出演した最初の番組は、ラジオかなざわの『V10サテライトスクエア』。2008年にエフエム石川のアナウンサー採用試験を経て、同年4月にパーソナリティとしてデビューを果たす。最初に担当した番組は、当時同局の看板番組であった『Ken Rock Station』で、松岡自身が学生時代に聞いていた番組でもあった。
また、読書が趣味であり、かつて担当していた自身の番組では「ブックソムリエール」として小説やエッセイなどを紹介していた。
2018年3月にエフエム石川を退社。同年4月には高校時代に学び創作を続けた絵画の個展を金沢市内で開催した。2019年にはエフエム石川入社前に在籍していたアドバンス社の所属となっており、画家（松岡自身は「ラジオパーソナリティー画家」と公言）としても活動している。
2020年、金沢市の横安江町商店街において空き家となっていた町家をレンタルスペースとして開設。松岡はここの「番頭」として運営に携わっている。

## 現在の出演番組
放送局名がないものは、すべてエフエム石川の番組。
- Sunset Express MOVE - 「Wedding Go Around」（木曜日18時台）を担当
- クロダハウス presents しあわせ物語
- 世界に向かって飛び立て!公立小松大学（ラジオこまつ、2018年 - ）

## 過去の出演・担当番組
放送局名がないものは、すべてエフエム石川の番組。
- Ken Rock Station（水曜・木曜担当、2008年4月 - 2009年3月）
- KANAZAWA HOT 100（2008年4月 - 2013年3月）
- Do it!（水曜・木曜担当、2009年4月 - 2013年3月）
- Afternoon Cruise（月曜・火曜担当、2011年4月 - 2013年3月）
- Wanna hapiness!!（月曜・火曜担当、2013年4月 - 2014年3月31日）
- Ciao! -style up your life-（月曜・火曜担当→月曜担当、2014年4月1日 - 2018年9月）
- Go! Famous!!（2013年4月 - 2014年3月）
- Dream Climber 〜夢を追い続けて〜（2011年4月 - 2014年8月）
- 金沢大学 Radio Campus - 不定期出演
- FM石川ニュース（退社後は担当していない）
- V10サテライトスクエア（ラジオかなざわ）
- なっとQちゃんねる（北陸朝日放送）
- おかサタcafe（福井テレビ）
- コスモアースコンシャスアクト ずっと地球で暮らそう。（TOKYO FM） - エフエム石川のリポーターを担当（2009年4月以降）
- 今・おも・ラジオ〜石川のラジオは今も面白い〜（エフエム石川・北陸放送・NHK金沢放送局、2010年12月18日）
- FMジュークボックス（NHK金沢放送局） - 2011年12月にゲストとして出演。